# Morice Benin
Pour les articles homonymes, voir Benaïm et Benin.
 (janvier 2021).
Si vous disposez d'ouvrages ou d'articles de référence ou si vous connaissez des sites web de qualité traitant du thème abordé ici, merci de compléter l'article en donnant les références utiles à sa vérifiabilité et en les liant à la section « Notes et références ».
Morice Benin est un chanteur, auteur-compositeur-interprète français, né à Casablanca au Maroc le 21 juillet 1947 et mort à Die (Drôme) le 19 janvier 2021.

## Biographie
Moïse Ben-Haïm naît à Casablanca, après la guerre, son père — qui a émigré en France — obtient la francisation du nom de famille. Pour ses premiers albums, il utilise dès lors son nouveau nom et un prénom français : Maurice Benin. 
En 1976, sur la première version de l'album C'était en 1976, la forme Môrice Benin apparaît. Ce n'est qu'en 1980, avec l'album Passage, que l'accent circonflexe disparaît définitivement et que le nom Morice Benin se stabilise.
Il écrit ses premières chansons à l'âge de quatorze ans, mais le choc « originel » remonte à Jacques Brel, découvert au Théâtre municipal de Casablanca en 1962, et qui incarnera sa ferveur à pousser la voix lui aussi, à considérer la chanson comme un art majeur. Vinrent ensuite tous les autres « pères spirituels » : Georges Brassens, Félix Leclerc, Claude Nougaro, Gilbert Bécaud, et surtout Léo Ferré, lequel accompagnera plus tard toute une partie de sa génération.
À l'été 1965, Maurice débarque à Marseille pour les vacances... et n'utilisera jamais son billet de retour. Il « monte » à Paris pour tenter sa chance, sans un sou en poche mais avec beaucoup de motivation.
Afin de « frotter » ses premières chansons à quelques oreilles averties, il écume les cabarets « rive gauche » de l'époque : Chez Georges, L'Écluse, La Contrescarpe, Le Port Salut, où il côtoie Les Enfants Terribles, Jean Vasca, et quelques autres.
Il croise alors la route du parolier-éditeur Jacques Demarny, en 1966. Celui-ci, séduit par la fougue et l'authenticité du personnage, l'introduit chez Barclay où il enregistre son premier 45 tours, Rage de Dents, en 1967. Jacques Demarny restera longtemps l'ami de cœur, le « parrain » dans la profession.
En 1968, Maurice (qui ne s'appelait pas encore Morice) commence à se sentir trop étriqué dans le rôle de « postulant idole ». Ses idées reçues sur le monde du spectacle et sur la société en général se fracassent sous le coup de cette grande prise de conscience qu'est ce mois de mai 68 qui met toute la société en débat et en mouvement.
Il flirte avec l'écologie - mouvement très embryonnaire à l'époque - et se solidarise avec un certain nombre de « causes », dénonce son contrat chez Barclay et prend acte en fuyant Paris.
Au début des années 1970, il retourne « à la source » et va chanter partout : MJC, foyers de jeunes travailleurs, foyers ruraux, mille-clubs, et même certains "villages-vacances" qui, regorgeant d'animateurs "passerelles", permettent d'écouter ses chansons existentielles et poético-libertaires. Les chansons de Maurice Benin portent alors le témoignage de cette époque rebelle.
L'artiste se distingue d'abord en chantant en 1973 sur le plateau du Larzac, devant des dizaines de milliers de pacifistes, pour protester contre l'extension d'un camp militaire, puis dans les manifestations écologistes contre la centrale nucléaire de Malville en 1977. Il devient un des chantres de la génération contestataire avec Bernard Lavilliers ou Maxime Le Forestier. Vient alors, au rythme de 150 concerts par an en France, au Québec, en Allemagne, Belgique ou Suisse, son inscription dans un certain paysage culturel au gré de ce long cheminement.
Son disque Je vis a un succès estimable, sans doute à la suite de l'impact de « Larzac 74 », avec 100 000 exemplaires vendus sans médiatisation : un record pour un disque auto-distribué, quasiment vendu sous le manteau. Les albums Peut-être, Il faudrait toujours pénétrer, C'était en 1976 et Tu vois ce que je veux dire sont de la même veine, à l'image de ce dernier album auquel participe Gérard Prévost, du groupe Triangle.
Vivant à l'époque dans une grange de montagne aménagée, en Ariège, à Seix, et entouré d'amis bergers, ses thèmes favoris sont, toujours avec un esprit critique acerbe, le bonheur du vivre autrement de la marginalité, l'écologie, la dénonciation de l'impérialisme et du show business, la relation amoureuse et les rapports femmes-hommes.
En 1976, Jacques Vassal lui consacre un paragraphe dans Français, si vous chantiez, son histoire de la chanson publiée chez Albin Michel (collection Rock & Folk).
Quand arrivent les années 1980, c'est avec une forte exigence dans la rigueur de l'écriture, l'environnement musical et le rapport aux autres qu'il assume sa spécificité et sa ligne de conduite, plutôt que l'étiquette d'un "professionnalisme" qui ne lui fait pas défaut pour autant. Passage de plusieurs semaines au théâtre de la Gaîté-Montparnasse et à la fête de l'Humanité.
En 1982, il fait tour à tour l'Olympia et le Printemps de Bourges, sort son septième disque : Apocalypse. Premières grandes émissions avec Jean-Louis Foulquier, José Artur et Claude Villers.
En 1983, il rencontre le pianiste-arrangeur Michel Goubin, qui devient pour sept ans davantage qu'un accompagnateur : un alter-ego musical. D'autres musiciens rejoignent le duo : le bassiste Serge Salibur et la violoncelliste Dominique Brunier. Un nouveau disque, Sémaphore. Morice chante trois semaines à la Comédie de Paris.
Début 84, nouveau disque : Aimer sans issue, salué "coup de cœur" par les disquaires, puis enregistrements publics au festival SIGMA de Bordeaux. Tournées au Québec, en Allemagne et au Maroc.
En 1985, il obtient le Prix de l'Académie Charles Cros pour son disque sur la poésie de René Guy Cadou : Chants de Solitude. En 1986, il publie le livre Le Chant du Fleuve et le disque Escale.
1987 : il s'installe à Grenoble et y crée la comédie musicale Dessine-moi un enfant. En janvier 88, pour trois concerts au TLP Dejazet à Paris, il est remarqué par Nicole Londeix du Sentier des Halles, qui lui propose de passer huit semaines en mai-juin dans son théâtre. Nouveau disque : Respirer.
1989 : nouvel Olympia. Tournées au Maroc, en Suisse, en Belgique. Morice crée une collection de cassettes thématiques : Pour prendre le large (21 prévues au total), sur les sujets essentiels de la vie et met en musique des auteurs connus et inconnus (K. Gibran, R.M. Rilke, J. Delteil, etc.). Rencontre d'un nouveau musicien, avec lequel il joue encore en 2018 : Dominique Dumont.
En 1990, il monte un deuxième spectacle pour enfants : Couleurs, issu d'ateliers qu'il anime dans les écoles. Expériences riches et ressourçantes qu'il va développer trois années durant. Sa complicité devient plus étroite avec l'écrivain Luc-Marie Dauchez et le guitariste Dominique Dumont. Début des stages d'été, stages d'écriture en Ardèche avec Dominique Dumont. Prix de la SACEM pour l'ensemble de son œuvre. Parution d'un deuxième disque sur les poèmes de René Guy Cadou : La Cinquième saison.
En 1991 : Essentiels, nouveau disque. Concerts au TLP Dejazet et au Sentier des halles.
1992 et 1993 : Morice continue les spectacles, mais se consacre de plus en plus à son travail avec les enfants (ateliers d'écriture de textes et chansons) et collabore avec des ethnologues et des "animateurs de terrain" dans des sites "sensibles". Tout cela donne des enregistrements et des spectacles, parfois étonnants, conçus avec des enfants  : Je fais tout ça pour toi ; La vallée grande de l'intérieur ; La mémoire du lac ; Moi, je rêve ; Aujourd'hui le soleil ; Couleur.
En 1994, après une résidence à Boissy-Saint-Léger (94), il crée avec des enfants de maternelle un spectacle sur les quatre éléments : Ici Terre, avec le soutien du Conseil départemental du Val-de-Marne et de la collaboration d'Alain Mollot, metteur en scène.
Exilé du show-business depuis plus de 20 ans, il se passe de promotion et remplit pourtant les salles grâce à ses seules chansons, exaltant les sentiments et les engagements.
En 1995, il participe à plusieurs grands festivals et collabore avec le pianiste-compositeur Eric Dartel du CNSM de Lyon. Festival d'Avignon et tournées en Grèce et Slovaquie avec l'ami et guitariste Dominique Dumont.
En 1996, paraît son quatorzième enregistrement : Funambule Amoureux et sa troisième compilation : Je chante pour demain. Avec Dominique et Jeff Siccard, Morice joue à l'Européen à Paris pour renouer avec la capitale, puis au Petit Champlain à Québec, avec Dominique, où se confirment les atomes crochus avec ses "cousins" d'Amérique.
C'est aussi le début d'une collaboration avec l'écrivain-poète et psycho-sociologue Jacques Salomé, dont il met en musique certains poèmes, et qui l'invite à chanter dans nombre de ses séminaires. De 1996 à 1998, il y aura ainsi plusieurs spectacles à la suite des séminaires organisés pour Jacques Salomé. Cela aboutira à un CD : La vie à tous (1997), enregistré en Ardèche, avec Dominique Dumont comme directeur artistique et Dominique Brunier au violoncelle. Création avec le chanteur kabyle Djamel Allam à Beaucourt (90).
Le Centre d'éveil artistique d'Avignon le missionne, avec trois autres artistes de disciplines différentes sur un travail autour de la mémoire, de l'idée de naissance et d'enfantement... sujet qui le passionne tout particulièrement.
Il monte - avec le guitariste, complice et ami Dominique Dumont, avec la violoncelliste Dominique Brunier, le pianiste Norbert Paul - un  nouveau spectacle : Vie-Vent, pour la salle Claude Nougaro, l’aérospatiale de Toulouse, livrant toutes ses chansons du crû 97.
Depuis 1990, Morice  continue d'animer des stages d'écriture et de mise en chansons de textes écrits pendant le stage, surtout l'été, avec Dominique Dumont, expérience de fécondité d'écriture, de chant, d'alliage musical... et qui, à chaque stage, se termine par une petite "création mondiale" de chaque chanson par les stagiaires, à la fin de la semaine. La plupart de ces stages ont eu lieu en Ardèche (07).
Parution du livre Demain la source (2001), illustré par l'ami peintre et graphiste, Claude Larosa qui crée aussi les jaquettes, le visuel, les affiches de Morice...
En 2003, il se lance dans la création d'un spectacle en hommage à Léo Ferré La Mémoire et la Mer pour, dit-il, « restituer un peu de l'émotion et de la force que cet albatros de chanteur nous a léguées pour longtemps... » Ce spectacle est sorti en CD.
Espérantophile, il a adapté en espéranto son album Vie vent : In-spir' (eo). Il a également publié, en 2018, un single Esperanto ou tard (chanson et instrumental), collaboration entre Fanal, SAT-Amikaro et Vinilkosmo. 
En 2009 Morice Benin chante Joseph Rouzel : vieille amitié, intemporelle, reconductible par tacite confiance réciproque, depuis plus de trente ans déjà...Ces deux comparses ne se sont jamais tout à fait perdus de vue... Jusqu'au jour où Joseph, franc-tireur écrivain, renommé dans le monde socio-éducatif, proposa à Morice d'animer un de ses "Chants sourciers" (stage d'écriture et de chansons) dans son catalogue de stage de formation professionnelle Psychasoc (psychasoc.com) : comme une tentative visant à réconcilier création et acte éducatif. Voici réunis dans ce CD, la quasi totalité des textes (mis en chansons ou non) que Morice a interprété un peu partout de l'ami Joseph de... 1981 à... 2007. Le temps n'a pas eu de prise sur cette alliance intime et féconde entre verbe et musique. CD Epuisé, disponible sur https://www.youtube.com/playlist?list=PLTfXh02__dw6_pfMz36FZtB_1FJltMslL
En 2015, nouvelle thématique, Morice s'insurge contre les mutilations sexuelles (excision et circoncision), dont il a lui-même souffert, dans une chanson historique : Anathème, chantée en concert Salle Adyar (Paris) et publiée sur youtube. 
En 2017, Morice continue de chanter un peu partout en France et à l'étranger, dans des grandes et petites salles, et aussi "chez l'habitant"... Il est accompagné par Dominique Dumont et quelquefois par d'autres musiciens, comme Patrick Leroux, qui a créé les arrangements du CD La Mémoire et la Mer. Jean-Luc Michel est aussi présent par son jeu au piano et au clavier, et avec son studio où ont lieu les enregistrements, à Lyon. Son fils, Hugo Benin, intervient également. C'est lui qui coordonne musicalement les CD Infiniment (2014) où certains titres sont chantés avec ses enfants Hugo, Lucas et Maïlis, et qui comprend une reprise de Les gens qui doutent d'Anne Sylvestre et en bonus, La quête de Brel. Et L'inespéré, entre les lignes… (2017), qui inclut une nouvelle version de Je vis, une chanson dédiée à Charlie, et Quarante ans sont passés. Morice Benin, resté très fidèle à certains instruments qu'il a connus dans son enfance au Maroc, utilise souvent le darbouka ou le oud, instruments issus de la culture arabo-andalouse, pour accompagner les textes de ses chansons. Depuis 1997 existe une association, Chansigne, qui édite un bulletin trimestriel. 
En 2018 paraît L'air de rien.
En mars 2020, il chante en concert son album Juste l'heure dont il annonce l'autofinancement en avril 2020.
Morice Benin meurt le 19 janvier 2021 à Die, à l’âge de 73 ans.
Un hommage public lui a été rendu les 22, 23 et 24 juillet 2022 dans la ville de Die, avec des concerts, des lectures et des expositions. A cette occasion, un arbre du souvenir a été planté à proximité de son domicile.

## Discographie

### Albums studio
- 1972 : Peut-être
- 1973 : Il faudrait toujours pénétrer les gens…
- 1974 : Je vis
- 1975 : Peut-être[5]
- 1976 : C'était en …
- 1978 : Tu vois c'que j'veux dire[6]
- 1980 : Passage
- 1981 : Apocalypse
- 1982 : Sémaphore
- 1983 : Aimer sans issue
- 1984 : Chants de solitude - René Guy Cadou (Prix de l'Académie Charles Cros 1985)
- 1985 : Chemin d'Alliance
- 1987 : Escale
- 1988 : Respirer
- 1990 : La Cinquième Saison - Morice Benin chante René Guy Cadou
- 1991 : Essentiel
- 1996 : Funambule amoureux
- 1999 : La vie à tous - textes de Jacques Salomé
- 2000 : Vie Vent
- 2001 : Breizh ardente
- 2001 : In'spir (en espéranto)
- 2002 : Après le déluge
- 2003 : La Mémoire et la Mer - Morice Benin chante Léo Ferré
- 2005 : Être
- 2007-2008 : Pour prendre le large[7]
  - Naître
  - Agir
  - Offrir
  - S'épanouir
  - Aimer
  - Éprouver
  - Atteindre (1re version)
  - Partir (hors collection[8])
- 2009 : Atteindre  (2e version)
- 2009 : L'Élan
- 2009 : Arpenteurs - Morice Benin chante Joseph Rouzel
- 2012 : Des astres annoncés
- 2014 : Infiniment
- 2017 : L'Inespéré, entre les lignes…
- 2018 : L'air de rien (Paroles Luc-Marie Dauchez)
- 2020 : Juste l'heure

### Albums en public
- 1984 : En public

### Compilations
Certains titres sont réenregistrés à cette occasion.
- 1988 : Vol.1 : De je vis… en escale
- 1991 : Vol.2 : Des pays…à ...respirer
- 1995 : Vol.3 : Je chante…pour demain
- 1998 : Comme un fleuve - Morice Benin chante René Guy Cadou (compilation des deux albums "Cadou"[9])
- 1998 : Vol.4 : Ose…la petite vie
- 2003 : Vol.5 : Chanter… souffle d'homme

### EP, 45 tours et divers
- 1969 : Rage de dents - 45 tours EP
- 1972 : Maurice Benin Chante -  mini 33 tours 17 cm 4 titres
- 1978 : Festival des Temps Nouveaux - (33 tours et cassette audio, ABA) - 4 titres parmi ceux de 3 autres chanteurs, enregistrés en concert à Castagnède (31)
- 1987 : Résister - 45 tours

Morice Benin écrit également pour et avec les enfants. Depuis 1990, il anime régulièrement des Ateliers-création avec des enfants qui ont donné naissance à plusieurs CD :
- 1987 : Dessine moi un enfant - comédie musicale
- 1991 : Couleurs
- 1995 : Ici Terre
- 1998 : Différents
- 2001 : Je vais vous dire un secret
- 2008 : Florilège

En mars 2010, sortie du premier enregistrement vidéo de Morice Benin en concert, sur DVD (Chemin Buissonnier). Le disque regroupe des titres de la tournée de 2006, qui suivait la sortie de l'album Être : Simple, Fils de la vie, Breizh ardente, Désir dépaysé, Mère au foyer, Dieu du portable, On avance, Là-bas vers le Caucase, La nuit obscure, Les pays n’existent pas, Une fois, Que reste-t-il ?, Être fidèle, Souffle d’homme, T’es unique.

## Récompense
1985 : Prix Charles Cros pour son premier disque sur René-Guy Cadou : Chants de Solitude. 